# Шпаковский, Сергей Петрович
Сергей Петрович Шпаковский (19 октября 1918, Полтавская область — 23 апреля 1991, Полтавская область) — командир взвода 496-й отдельной разведывательной роты 236-й стрелковой дивизии, лейтенант. Герой Советского Союза.

## Биография
Родился 19 октября 1918 года в селе Святиловка ныне Глобинского района Полтавской области.
В Красной Армии с ноября 1939 года. Участник Великой Отечественной войны с 1941 года.
В декабре 1941 года воевал на берегах Северского Донца. Выполнил задание, но был ранен и 2 месяца пролежал в госпитале. В 1942 году был направлен на Северный Кавказ. В марте 1943 года переброшен на Степной фронт. 24 сентября 1943 года вышли к Днепру.
В ночь на 26 сентября 1943 года переправились на западный берег Днепра в Верхнеднепровском районе Днепропетровской области. Группе удалось уничтожить вражеское боевое охранение на берегу. После было отражено 11 контратак.
Указом Президиума Верховного Совета СССР от 1 ноября 1943 года за успешное форсирование Днепра, прочное закрепление плацдарма на правом берегу реки и проявленные при этом отвагу и геройство Шпаковскому Сергею Петровичу присвоено звание Героя Советского Союза с вручением ордена Ленина и медали «Золотая Звезда».
С 1944 года в запасе. Жил в городе Кременчуг Полтавской области. Умер 23 апреля 1991 года.

## Награды
Награждён орденами Ленина, Красного Знамени, Отечественной войны 1-й степени, медалями.